# Wizarbox
Wizarbox ist ein französisches Entwicklerstudio für Computerspiele.

## Geschichte
Wizarbox wurde am 31. Januar 2003 als Studio für die Portierung von Computerspielen auf Spielkonsolen gegründet. Ab 2007 entwickelte die Firma eigene Spiele und spezialisierte sich dabei auf Point-and-Click-Adventures. Für die Eigenentwicklungen setzte Wizarbox auf die Unterstützung durch prominente Branchenvertreter, so wurde das Script für So Blonde von Steve Ince geschrieben, das für Gray Matter von Jane Jensen. Im Dezember 2012 erklärte Wizarbox die Zahlungsunfähigkeit. Wenig später wurde das Studio durch Interaction Games, einen ebenfalls französischen Anbieter von Serious Games, akquiriert. Seitdem trat das Studio nicht mehr öffentlich in Erscheinung.

## Produkte (Auszug)
| Titel                                 | Genre      | Jahr | Plattformen               | Anmerkung            |
| ------------------------------------- | ---------- | ---- | ------------------------- | -------------------- |
| Arx Fatalis                           | RPG        | 2003 | Xbox                      | Portierung           |
| CT Special Forces 2: Back to Hell     | Action     | 2003 | PlayStation               | Portierung           |
| Panzer Elite Action: Fields of Glory  | Action     | 2006 | Xbox                      | Portierung           |
| Scrabble 2007 Edition                 | Puzzle     | 2007 | Nintendo DS, PC           |                      |
| So Blonde                             | Adventure  | 2008 | PC, Wii, Nintendo DS      |                      |
| City Life DS                          | Simulation | 2008 | Nintendo DS               | Portierung           |
| Risen                                 | RPG        | 2009 | Xbox 360                  | Portierung           |
| Venetica                              | Action-RPG | 2009 | Xbox 360, PS3             | Portierung           |
| So Blonde – Zurück auf die Insel      | Adventure  | 2010 | Wii, Nintendo DS          |                      |
| Gray Matter                           | Adventure  | 2010 | PC, Xbox 360              |                      |
| Captain Morgane and the Golden Turtle | Adventure  | 2012 | Nintendo DS, Wii, PS3, PC | Prequel zu So Blonde |
| Risen 2: Dark Waters                  | RPG        | 2012 | Xbox 360, PS3             | Portierung           |